# Schnabbel

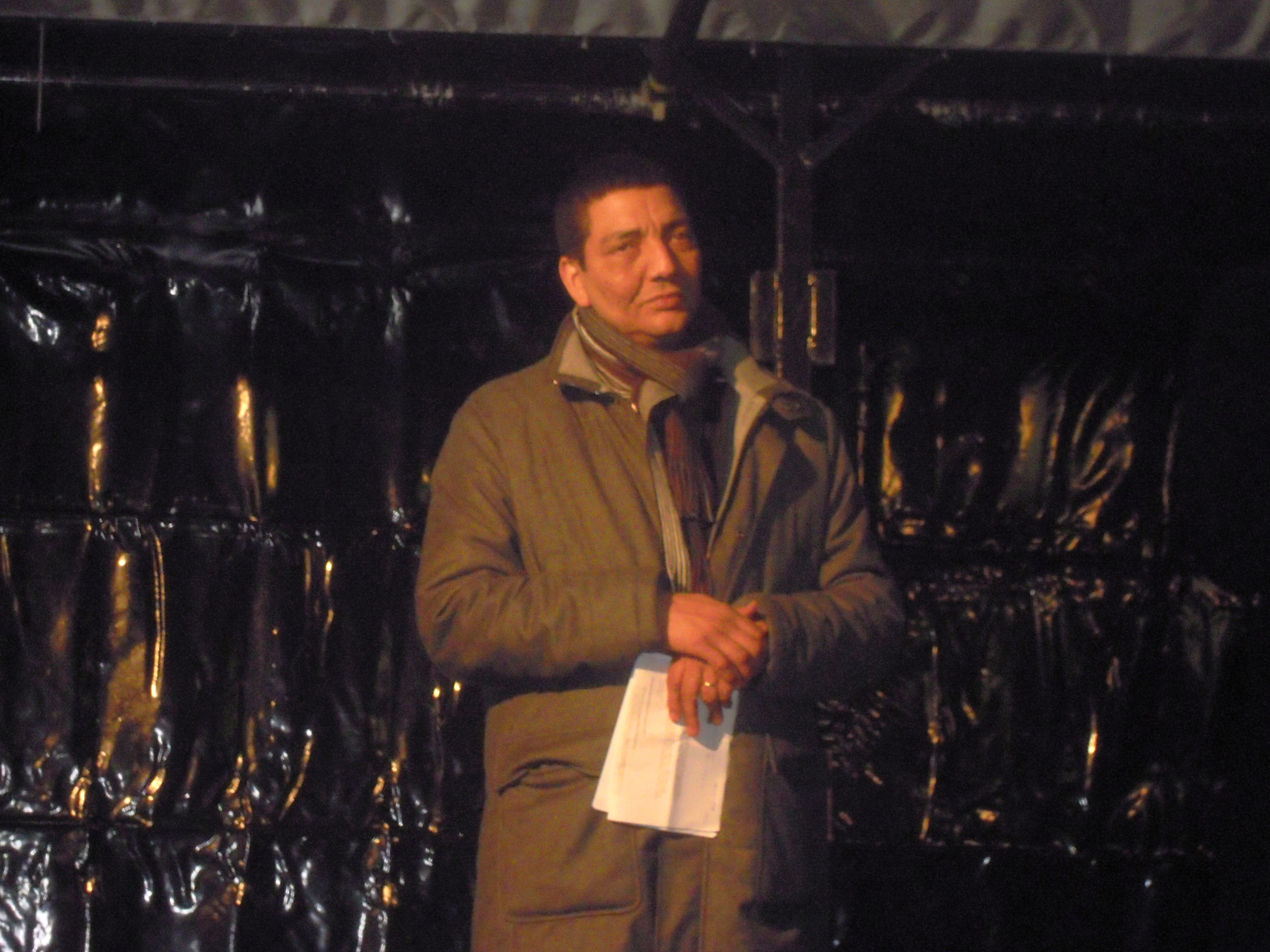
Jörgen Raymann tijdens een schnabbel in Rotterdam

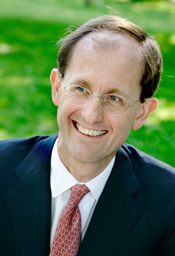
Jules Kortenhorst, de politicus met de meeste schnabbels

Een schnabbel is een lucratief klusje dat een muzikant, een amusementsartiest, politicus of een presentator als bijverdienste verricht. Het is afkomstig van het Duitse schnabeln ("met de snavel oppikken").
Hoewel de term van origine slaat op een klein optreden dat een artiest naast zijn hoofdwerkzaamheden verzorgt, zijn er ook artiesten wier carrière vrijwel uitsluitend uit schnabbels bestaat. In de jaren 1950 ontstond in Nederland bijvoorbeeld het schnabbelcircuit: een grote verzameling amusementsavonden die in feestzalen door het gehele land werden gehouden en die voor veel variété-artiesten de voornaamste bron van inkomsten waren. Het huidige schnabbelcircuit bestaat voornamelijk uit grote bedrijfsfeesten en braderieën.

## Televisie
De term is ook gangbaar in de wereld van de televisie. Hierbij gaat het vaak om reclames, bijvoorbeeld het gebruik van een bekende stem. Ook optredens in het theater, het meedoen in andere tv-programma's en het geven van lezingen wordt tot het schnabbelcircuit gerekend. Tot enige jaren geleden deden succesvolle acteurs, dj's etc. dit maar weinig, maar de laatste jaren gebeurt het regelmatig.
Wanneer zeer bekende artiesten in bijvoorbeeld een speelfilm een piepklein rolletje hebben, wordt deze vorm van schnabbelen doorgaans een cameo genoemd.
Bij de publieke omroep is het bijklussen omstreden, omdat men vindt dat dit de journalistieke geloofwaardigheid van de presentatoren schaadt. Nadat de Journaal-presentatoren Annette van Trigt en Gijs Wanders vanwege nevenactiviteiten voor het UWV hun functie hadden moeten opgeven, vaardigde de hoofdredactie strenge regels uit. Later leidde dat tot een ernstig conflict tussen hoofdredacteur Hans Laroes en Charles Groenhuijsen, beoogd presentator van het 8 uurjournaal. De laatste was het met de regels niet eens en gebruikte in een mail aan Laroes het begrip Schnabbel Gestapo, hetgeen hem op ontslag kwam te staan. Ook sportjournalisten Youri Mulder en Jack van Gelder werd verboden om respectievelijk in een Postbank-reclame te spelen en in het theater op te treden.

## Politiek
Ook politici hebben schnabbels, vaak in de vorm van adviesfuncties of commissariaten. In de Nederlandse Tweede Kamer mogen leden zoveel bijverdienen als ze willen. Wel moet boven de 12.298 euro per jaar de helft worden afgestaan aan de Kamer. CDA-Kamerlid Jules Kortenhorst werd in maart 2007 door dagblad De Pers uitgeroepen tot "De beste schnabbelaar van de Tweede Kamer". Hij verdiende jaarlijks 62.000 euro bij.